# جوزيف رافو
جوزيف راف (Joseph Raffo) هو جوزيبي ماريا رافو (Giuseppe Maria Raffo) ولد بتونس العاصمة يوم 9 فيفري 1795، وتوفي بالعاصمة الفرنسية باريس يوم 2 أكتوبر 1862، وزير لدى بايات تونس للشؤون الخارجية.

## أصوله
ينحدر جوزيف راف من عائلة جنوية الأصل (من مدينة كيافاري Chiavari تحديدا) مستقرة بتونس منذ زمن بعيد، إذ كان والده جان باتيستا (Gian Battista) المولود عام 1747 قد وقع أسره ونقل إلى تونس حيث عمل ساعاتيا، وعمل مترجما لدى كل من علي باي ثم ابنه حمودة باشا وقد أنجب عددا كبيرا من الأطفال من بينهم ابنه الحادي عشر جوزيف راف. وقد تزوجت أخته هيلان التي أصبحت تسمى للا عائشة من مصطفى أخي حسين باي الثاني.

## مساره الوظيفي
التحق جوزيف راف منذ شبابه للعمل لدى حسين باي الثاني الذي اتخذه مترجما أول له حيث كان يكلفه بكتابة المراسلات مع القناصل الأجانب، وبذلك فقد كان مستشارا للشؤون السياسية الخارجية.
وفي عهد المشير أحمد باشا باي أصبح يقوم مقام وزير الشؤون الخارجية لإيالة تونس، وقد أرسل عدة مرات مبعوثا عن الباي إلى الدول الأوربية، من ذلك أنه أرسل عام 1846 إلى بريطانيا كما حافظ بعد وفاة أحمد باشا باي على وظيفته، ووقعت ترقيته إلى رتبة أمير أمراء. وفي عام 1860 عين في عضوية المجلس الأكبر. ولا شك أن وجود جوزيف راف ضمن دوائر الحكم في تونس يعكس تأثير الجالية الإيطالية بتونس، كما يعكس من جهة أخرى اختراق نظام البايات الحسينيين من قبل الأجانب.

## تأثيره
يبدو أن جوزيف راف لعب دورا كبيرا في التأثير على الباي لاتخاذ بعض الإجراءات واتباع بعض السياسات ومن بينها تدعيم العلاقات مع مملكة سردينيا، وإلغاء الرق عام 1846، وكذلك تأثيره في صدور قانون عهد الأمان عام 1857.

## ثروته
لقد استفاد جوزيف راف من موقعه في السلطة لتكوين ثروة طائلة المتأتية، حيث كان هو نفسه رجل أعمال استفاد من رخصة صيد التن في سيدي داود، كما استفاد خاصة من علاقاته برجال الأعمال الأوربيين الذين استثمروا أموالهم في تونس.

## أوسمته
رغم اشتغاله لفائدة بايات تونس، فإن جوزيف راف حافظ على وضعه كتابع لدولة سردينيا حيث حصل على لقب بارون عام 1849 وكونت عام 1851. كما منحته فرنسا وسام جوق الشرف الليجيون دونور، ومنحته الكنيسة الكاثوليكية وسام القديس غريغوريوس الكبير. ويبدو أن ذلك كان بسبب مساهمته في المشاريع الدينية الكاثوليكية وخاصة منها دور العبادة.

## وصلات خارجية
1. ↑  (بالإيطالية) Schiavi cristiani على موقع إيطاليو تونس. نسخة محفوظة 19 سبتمبر 2004 على موقع واي باك مشين.
2. ↑  Ibn Abî L-Diyaf, Chronique des rois de Tunis et du Pacte fondamental, Volume II, Edition critique et traduction: André Raymond, IRMC et ISHMN Tunis1994, p. 160
3. ↑  المصدر نفسه، ص 160